# Catarina Rodrigues
Catarina Rodrigues (3 de enero de 1973) es una deportista portuguesa que compitió en judo. Ganó una medalla de bronce en el Campeonato Mundial de Judo de 2001, en la categoría abierta.

## Palmarés internacional
| Campeonato Mundial | Campeonato Mundial | Campeonato Mundial | Campeonato Mundial |
| Año                | Lugar              | Medalla            | Categoría          |
| ------------------ | ------------------ | ------------------ | ------------------ |
| 2001               | Múnich (Alemania)  | Medalla de bronce  | Abierta            |